# ジム・ブリーチ
ジェームス・トーマス・ブリーチ（James Thomas Breech、1956年4月11日- ）は、アメリカ合衆国カリフォルニア州サクラメント出身の元アメリカンフットボール選手。NFLでは1979年から1992年までの14シーズンを主にシンシナティ・ベンガルズでプレイした。ポジションはプレースキッカー。
カリフォルニア大学から1978年のNFLドラフト8巡目でデトロイト・ライオンズに指名されたが開幕前にカットされた。翌1979年にオークランド・レイダースにフリーエージェントで入団し全16試合に出場したが1980年のプレシーズンにレイダースがシンシナティ・ベンガルズからカットされたクリス・バーと契約したためカットされた。彼はクリーブランド・ブラウンズのフロント入りしていたポール・ウォーフィールドに電話をして負傷したキッカー、ドン・コックロフトの代わりに自分と契約してくれるようアピールした。クリーブランドを訪れる前に彼はシンシナティ・ベンガルズからの電話を受け、ベンガルズへ入団することを決断した。現役引退まで彼はベンガルズでプレーした。
現役通算14シーズンで彼はFGを340回中243回成功（成功率71.4%）、エクストラポイントを539回中517回成功（成功率95.9%）させ合計1,246得点をあげた。そのうち1,152得点はベンガルズであげたがこれはチーム記録となっている。彼は歴代2位となる186試合連続得点をあげ、オーバータイムでのFGは9本中全て成功させNFL記録を作った。第16回スーパーボウル、第23回スーパーボウルにも出場しFG、エクストラポイントは全て成功させた。第23回では3本のFGを成功させて残り3分10秒で16-13とベンガルズはサンフランシスコ・フォーティナイナーズをリードした。このまま試合が終わればスーパーボウル初のMVPに選ばれる可能性もあったがフォーティナイナーズは92ヤードのドライブを行い、残り34秒で逆転のTDを決めた。
1985年にはチーム記録となる120得点をあげたがこの記録は1995年にダグ・ペルフリーが121得点をあげて破られた。
飛距離のあるキックが必要なロングFGやキックオフはパンターのリー・ジョンソンが行ったことがある。
彼の息子のダニエルはアリーナフットボールのインドアフットボールリーグ、シンシナティ・マーシャルズでプレーした。
現在彼はシンシナティ郊外のブルーアッシュで保険の仕事をしている。また元ベンガルズのキッカー、ダグ・ペルフリーが始めた子供たちのためのチャリティ、「Kicks for Kids Foundation」にも参加している。